# Чезаре Мілані
Чезаре Мілані (італ. Cesare Milani, 4 січня 1905 — 21 червня 1956) — італійський академічний веслувальник.
Срібний призер Олімпійських Ігор 1932, 1936 років у складі вісімки.
Чемпіон Європи 1927 (розпашні двійки зі стерновим), 1929 (розпашні двійки зі стерновим), 1929, 1937 років у складі вісімки, срібний призер 1926 (розпашні двійки зі стерновим), 1930, 1931, 1933 років у складі вісімки, бронзовий призер 1938 року в складі вісімки.